# Елизабет София Мария фон Шлезвиг-Холщайн-Норбург
Елизабет София Мария фон Шлезвиг-Холщайн-Норбург (на немски: Elisabeth Sofie Marie von Schleswig-Holstein-Norburg; * 12 септември 1683, Волфенбютел; † 3 април 1767, Брауншвайг) е принцеса от Шлезвиг-Холщайн-Норбург и чрез женитби принцеса и 2 години херцогиня на Шлезвиг-Холщайн-Зондербург-Норбург-Пльон и херцогиня на Брауншвайг-Люнебург и от 1714 до 1731 г. княгиня на Брауншвайг-Волфенбютел.

## Живот
Тя е третото дете на принц Рудолф Фридрих фон Шлезвиг-Холщайн-Зондербург-Норбург (1645 – 1688) и съпругата му Бибиана фон Промниц-Плес (1649 – 1688), дъщеря на граф Зигмунд Зайфрид фон Промниц († 1654) и Катарина Елизабет фон Шьонбург († 1650). Внучка е на херцог Фридрих фон Шлезвиг-Холщайн-Норбург († 1658) и принцеса Елеонора фон Анхалт-Цербст († 1680).
След смъртта на нейния баща тя расте в двора на нейните опекуни, херцозите Антон Улрих и Рудолф Август, във Волфенбютел.
Елизабет София Мария се омъжва на 8 октомври 1701 г. във Волфенбютел за брауншвайгския полковник наследствения принц Адолф Август фон Шлезвиг-Холщайн-Зондербург-Пльон (* 29 март 1680; † 29 юни 1704), син на херцог Йохан Адолф фон Шлезвиг-Холщайн-Зондербург-Пльон († 1704) и принцеса Доротея София фон Брауншвайг-Волфенбютел († 1722). Той умира в Пльон на 24 години от туберкулоза. Те имат един син Леополд Август (* 11 август 1702; † 4 ноември 1706), който умира на 4-годишна възраст.
На 12 септември 1710 г. в Аренсбьок тя се омъжва за втори път за бездетния си братовчед наследствения принц Август Вилхелм фон Брауншвайг-Волфенбютел (* 8 март 1662; † 23 март 1731) от род Велфи, третият син на херцог Антон Улрих фон Брауншвайг-Волфенбютел († 1714) и Елизабет Юлиана фон Холщайн-Норбург († 1704). Тя е третата му съпруга. Бракът е бездетен. Август Вилхелм има едновременно връзка с мъже.
На почти 60 години Елизабет София Мария започва да събира библии на различни езици. Тя има колекция от 1161 библии. Автор е и на религиозни творби. През септември 1764 г. тя дава библиотеката си в Брауншвайг от ок. 4900 книги, между тях 1161 библии, на „Херцог Август библиотеката“ във Волфенбютел.
Елизабет София Мария умира на 3 април 1767 г. на 83 години в нейното вдовишко владение в Брауншвайг. Погребана е в гробницата на църквата „Света Мария“ във Волфенбютел.
- Елизабет София Мария,
портрет от Христоф Бернхард Франке, пр. 1729
- Елизабет София Мария,
портрет от Балтазар Денер, 1747

## Съчинения
- Kurzer Auszug etlicher zwischen den Katholiken und Lutheranern streitigen Glaubenslehren, aus des Concilii zu Trient, und der Göttlichen Schrift eigenen Worten, wie auch der hierbeigefügten Päbstlichen Glaubens-Bekänntnis und Religions-Eide treulich gefasset, und zum nöthigen Unterricht, was jeder Theil glaubt und glauben soll, an’s Licht gestellt. Wolfenbüttel 1714.
- Eine deutlichere Erklärung der Glaubenslehren, so in den 12 Briefen des Jesuiten Seedorf’s enthalten, nach dem Glaubensbekenntnis, welches die Protestanten in Ungarn bei ihrem Uebertritte zur römischen Kirche schwören müssen. Braunschweig 1750.